# ミミックオクトパス
ミミックオクトパス（Mimic octopus、学名：Thaumoctopus mimicus別名ゼブラオクトパス）は軟体動物八腕類上目マダコ科に属するタコの一種。
英名（Mimic octopus＝まねをするタコ）が示すとおり、様々な擬態を行うことで知られている。擬態を行う生物は他にもいるが、ミミックオクトパスは擬態の種類の多さで群を抜いている。

## 分布
最初に報告されたのは1998年のことで、インドネシア・スラウェシ島の海岸で生物学者たちのグループが発見した。当初、ミミックオクトパスはインドネシア周辺のみに生息する種と思われていたが、2012年6月にグレート・バリア・リーフの一角でも同種のタコが発見された。
現在判明している生息範囲は、東西では紅海～ニューカレドニア島、南北ではタイランド湾・フィリピン～グレート・バリア・リーフにおよぶ。発見数が最も多いのはインドネシアである。河口付近の水の濁った水深15m位下の砂地を好む。

## 特徴
比較的小型のタコで、腕を広げた大きさは最大で60 cm (2 ft)になる。本来の体色は明茶褐色だが、擬態を行う際は白と茶色の縞模様になる。
食料は主に小形の魚類と甲殻類で、海藻などは食べない。捕食時は周りの景色に溶け込むような擬態を行う。夜では姿が見えないよう、穴でじっとしていることが多々ある。よって変身の瞬間を目撃するのは難しい。

## 擬態

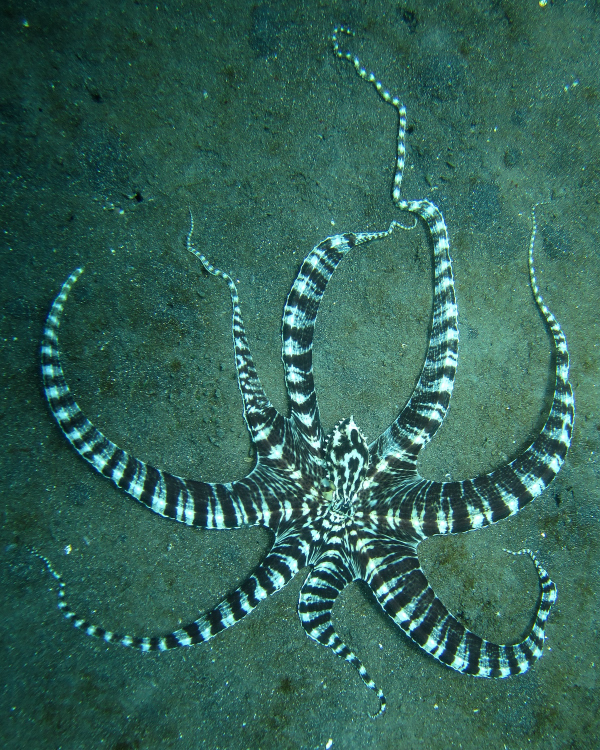
擬態中のミミックオクトパス

ミミックオクトパスは他の捕食者に擬態することで自らの身を守っており、このような擬態はベイツ型擬態と呼ばれている。この擬態を行う生物は他にもいるが、ミミックオクトパスは複数種類のベイツ型擬態を行うことに特色がある。何種類の擬態を行うのか正確な数は不明だが、擬態の対象となるのは毒を持つ生物であることが多い。よく知られているものは以下の通り:
- ミノカサゴ –  腕をミノカサゴの鰭のように広げる
- ウミヘビ – 2本の腕を広げウミヘビのように泳ぐ
- カレイ – 腕を全て同じ向きに揃えカレイのように泳ぐ
- クラゲ – 体部から腕をクラゲのように垂らす

これらの擬態は遭遇した捕食者の種類によって使い分けられている。例えばスズメダイの攻撃を受けたときはその天敵であるアオマダラウミヘビに擬態する。

## 文献
- Butvill, David B. The Changeling. Current Science. October 7, 2005.
- Hearst, M., & Noordeman, J. (2012). Unusual creatures: A mostly accurate account of some of the Earth's strangest animals. San Francisco: Chronicle Books. [children's book]
- Norman, Mark D.; Finn, Julian; Tregenza, Tom (2001). Dynamic mimicry in an Indo-Malayan octopus. Proceedings of the Royal Society, 268, p. 1755–1758.
- Norman, Mark. Masters of Mimicry. Nature Australia. Spring 2002, vol 27, Issue 6, p. 38.
- L. A. Rocha, R. Ross and G. Kopp. Opportunistic mimicry by a Jawfish.  Coral Reefs - Journal of the International Society for Reef Studies. December 10, 2011.
- Norman, Mark D. & Hochberg, F. G. (2005) The "Mimic Octopus" (Thaumoctopus mimicus n. gen. et sp.), a new octopus from the tropical Indo-West Pacific (Cephalopoda: Octopodidae).